# Хенхен

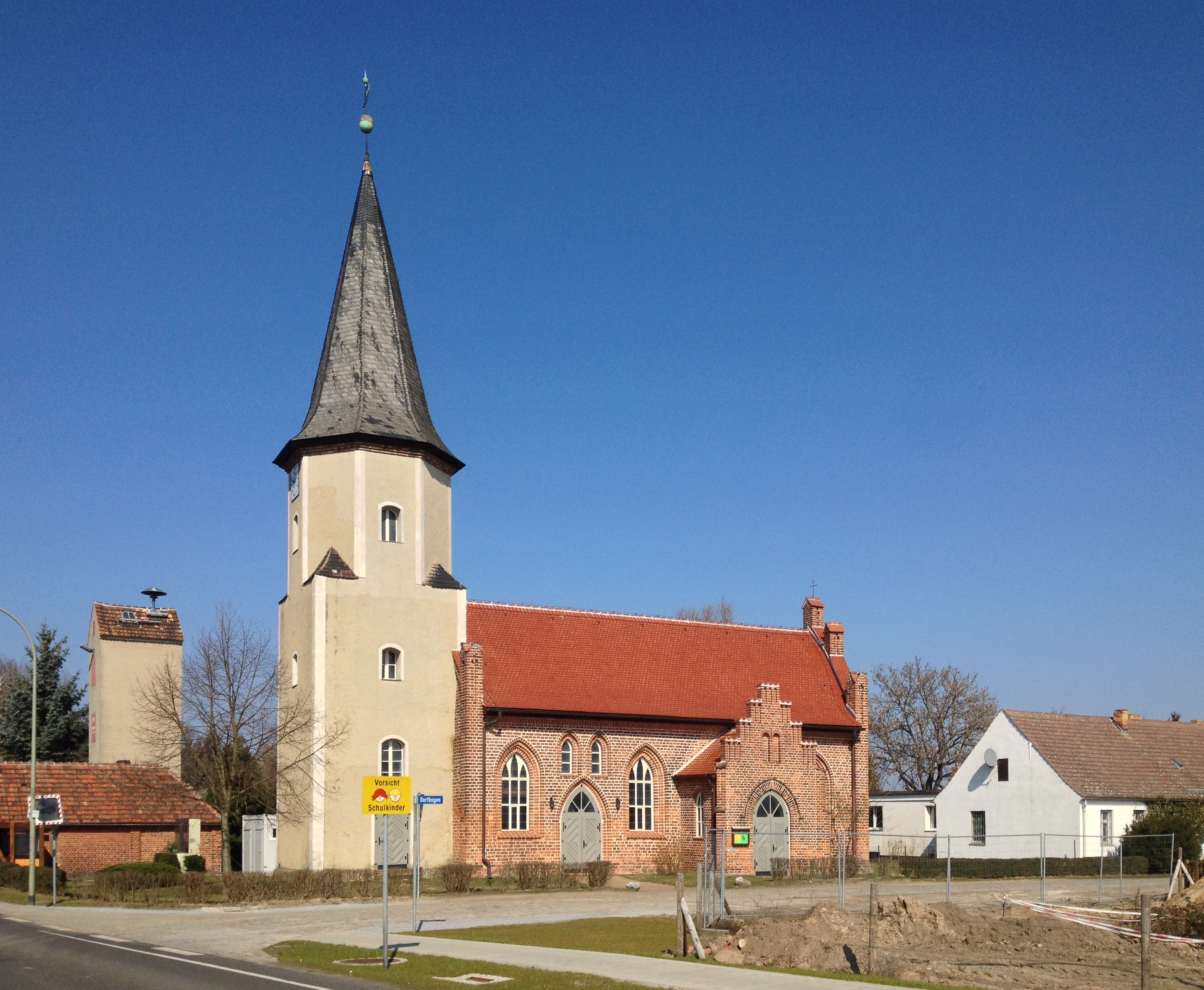
Лютеранский храм

Хе́нхен или Гайнк (нем. Hänchen; н.-луж. Hajnk) — деревня в Нижней Лужице, Германия. Входит в состав коммуны Кольквиц района Шпре-Найсе в земле Бранденбург.

## География
Находится примерно в семи километрах юго-западнее Котбуса. Через деревню проходит муниципальная дорога, соединяющая её с федеральной дорогой 156. Ближайшая дорожная развязка Котбус — Запад располагается около двух километров.
Деревня подразделяется на районы: Alte Siedlung (Stare sedlišćo — Старое село), Annahof (Aniny dwór — Двор Анны) и Neue Siedlung (Nowe sedlišćo — Новое село).
Соседние населённые пункты: на севере — административный центр коммуны Кольквиц, городские районы Котбуса Штрёбиц и Сахсендорф, на востоке — деревня Гоголовк, на юге — деревни Грос-Осниг коммуны Нойхаузен и Лёйтен коммуны Дребкау, на западе — деревня Кокрёв и на северо-западе — деревня Глинск.

## История
Впервые упоминается в 1448 году под наименованием Heynchen (Henichen, Heinichen).
С 1972 по 1993 года входила в состав коммуны Кришов. С 1993 года входит в современную коммуну Кольквиц.
В настоящее время деревня входит в состав культурно-территориальной автономии «Лужицкая поселенческая область», на территории которой действуют законодательные акты земель Саксонии и Бранденбурга, содействующие сохранению лужицких языков и культуры лужичан.

## Население
Официальным языком в населённом пункте, помимо немецкого, является также нижнелужицкий язык.
Согласно статистическому сочинению «Dodawki k statisticy a etnografiji łužickich Serbow» Арношта Муки в 1884 году проживало 321 человека (из них — 301 серболужичанин (94 %)).
Лужицкий демограф Арношт Черник в своём сочинении «Die Entwicklung der sorbischen Bevölkerung» указывает, что в 1956 году при общей численности в 840 человек серболужицкое население деревни составляло 2,5 % (из них нижнелужицким языком активно владело 14 человек, 7 — пассивно и 17 несовершеннолетних владели языком).
| 1875 | 1890 | 1910 | 1925 | 1939 | 1946 | 1950 | 1964 | 1971 | 1981 | 1992 | 2006 |
| ---- | ---- | ---- | ---- | ---- | ---- | ---- | ---- | ---- | ---- | ---- | ---- |
| 299  | 333  | 296  | 373  | 702  | 905  | 857  | 708  | 674  | 519  | 458  | 754  |

## Известные жители и уроженцы
- Кито Грыс (1766—1855) — нижнелужицкий поэт и композитор
- Ганзо Юро Свора (1785—1844) — нижнелужицкий филолог